# Hopea mengarawan
Espèce
Statut de conservation UICN

 CR A1cd; B1+2c : 
En danger critique
Hopea mengarawan est une espèce de plantes du genre Hopea de la famille des Dipterocarpaceae.